# Bob Arum
Robert Arum, detto Bob (New York, 8 dicembre 1931), è un avvocato, imprenditore e promotore di pugilato professionale statunitense.
È il fondatore e CEO di Top Rank, una società di promozione di pugilato professionistico con sede a Las Vegas. Ha lavorato anche presso l'Ufficio del Procuratore degli Stati Uniti per il distretto sud di New York nella divisione fiscale nel corso della sua carriera legale prima di intraprendere la sua carriera nella boxe.

## Biografia
Arum è cresciuto a Crown Heights, un quartiere di Brooklyn, New York; è di origini ebraiche. Ha frequentato l'Erasmus Hall High School, l'Università di New York, e la Harvard Law School, dove si è laureato. Ha lavorato come avvocato presso il Dipartimento di giustizia degli Stati Uniti, e non si interessò della boxe fino al 1965. Da quel momento comincia la sua carriera nel pugilato professionistico, diventando il promoter, tra gli altri, di Muhammad Ali. Questo successo lo fece rivaleggiare con Don King. Arum ha organizzato diversi match molto famosi e importanti nella storia del pugilato professionistico, come Marvin Hagler vs. Roberto Durán e Marvin Hagler vs. Thomas Hearns.
Arum ha creato anche un doppio incontro, Hagler-John Mugabi e Hearns-James Shuler a Las Vegas nel mese di aprile 1986. Dopo l'incontro Hearns-Shuler, quest'ultimo, che aveva perso per KO al primo round, si presentò alla camera d'albergo di Arum per ringraziarlo dell'opportunità che li aveva dato per combattere contro Hearns. Dieci giorni più tardi, precisamente il 17 marzo, Shuler muore a Philadelphia a causa di un incidente motociclistico.
Arum ha poi continuato a produrre match di medio e alto livello, come quello Hagler-Sugar Ray Leonard, Evander Holyfield-George Foreman, la rivincita Leonard-Hearns, e molti altri.
A partire dal 1990 Bob mette sotto contratto altri "big" del pugilato, come l'ex campione dei pesi mosca del mondo Michael Carbajal, Óscar De La Hoya, Manny Pacquiao, Érik Morales e Julio César Chávez.
Arum in seguito si è concentrato in gran parte sui pugili ispanici, citando degli studi che dimostrano che la boxe è tra gli sport più popolari all'interno della comunità ispanica. Ha raggiunto vette di popolarità con i boxer Miguel Cotto, Antonio Margarito ed Edwin Valero. Bob ha organizzato molti dei suoi spettacoli nella parte sud-ovest degli Stati Uniti, nelle città con un'alta presenza di comunità spagnole.
Inoltre è membro della International Boxing Hall of Fame. È sposato, ha un figlio, una figlia, un figliastro, e una figliastra.